# Château de Lamothe (Chassiers)
Le château de Lamothe est un château situé à Chassiers, en France.

## Localisation
Le château est situé sur la commune de Chassiers, dans le département français de l'Ardèche.

## Historique
L'édifice est inscrit au titre des monuments historiques en 1988.